# Frederik Fabricius-Bjerre
Frederik Geert Fabricius-Bjerre, född 9 januari 1903 i Köpenhamn, död 15 januari 1984, var en dansk matematiker.
Frederik Fabricius-Bjerre blev professor vid Danmarks Tekniske Højskole 1942. Hans vetenskapliga produktion behandlar särskilt algebraisk geometri och differentialgeometri.